# Haitańczycy

Mapa Haitańczyków na świecie

Haitańczycy (fr. Haïtiens, hait. Ayisyen) – obywatele Haiti oraz potomkowie diaspory haitańskiej. Jako grupa etnonarodowa Haitańczycy wywodzą się od współczesnych potomków tych Afrykanów, którzy wyzwolili się spod kolonialnego panowania francuskiego na terytorium karaibskim historycznie nazywanym Santo Domingo. Do Haitańczyków zalicza się mniejszość mulacka, która przypisuje sobie pochodzenie europejskie, zwłaszcza od osadników francuskich. Zdecydowana większość Haitańczyków dzieli i identyfikuje się ze wspólnym afrykańskim rodowodem, choć ich niewielki odsetek stanowią potomkowie współczesnych imigrantów z Lewantu, którzy szukali schronienia w kraju wyspiarskim podczas I i II wojny światowej.